# Sfingomyelinase

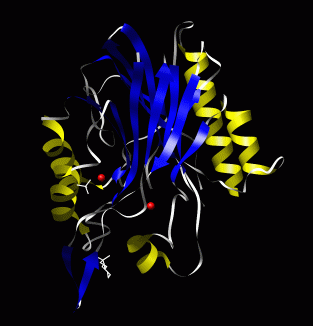
Sfingomyeline fosfodiesterase

Sfingomyelinase (SMase) of sfingomyeline fosfodiësterase is een hydrolase dat betrokken is bij metabolische reacties van sfingolipide. SMase is een DNase en breekt de fosfodi-esterbinding van sfingomyeline (SM) af tot fosfocholine en ceramide. De activering van SMase zou een belangrijke route zijn voor de productie van ceramide in reactie op cellulaire stress.
Op dit moment worden er vijf typen SMase onderscheiden. Ze zijn ingedeeld op grond van hun kation-afhankelijkheid en pH-optima.
- Lysosomale zure SMase
- Zink-afhankelijke zure SMase
- Magnesium-afhankelijke neutrale SMase
- Magnesium-onafhankelijke neutrale SMase
- Basische SMase

Lysosomale zure SMase en magnesium-afhankelijke neutrale SMase zouden de belangrijkste kandidaten zijn voor de productie van ceramide in de cellulaire reactie op stress.
Bij de ziekte van Niemann-Pick type A en B is er sprake van een  tekort aan de zure SMase waardoor sfingolipiden en cholesterol zich in de lysosomen opstapelen. Ook de ziekte van Niemann-Pick type C behoort tot lysosomale stapelingsziekten, maar heeft een andere oorzaak.
Het EC-nummer is 3.1.4.12 en het CAS-nummer 9031-54-3.